# Cyriopagopus thorelli
Cyriopagopus thorelli é uma espécie de aranha pertencente à família Theraphosidae.